# Léonard (bande dessinée)
 (avril 2018).
Pour les articles homonymes, voir Léonard.
Léonard est une série de bande dessinée humoristique belge dessinée par Turk sur des scénarios de Bob de Groot, puis de Zidrou. Elle met en scène l'inventeur Léonard et son disciple évoluant dans la ville italienne de Vinci à la fin du XVe siècle et au début du XVIe siècle.
La série est accessible à un large public. Son humour repose principalement sur les jeux de mots, les anachronismes et le burlesque.
Cette série a vu le jour dans Achille Talon magazine puis, à sa disparition, la publication a continué dans l’hebdomadaire néerlandais Eppo et enfin dans le journal français Pif Gadget.

## Naissance de la série
La série Léonard est née par accident en 1974. Bob de Groot, voulant ajouter un personnage dans la série Robin Dubois, imagina un inventeur nommé Mathusalem. Il a un chapeau mauve et une longue barbe blanche et invente le parcmètre. Greg, qui préparait le lancement d'Achille Talon magazine, trouve l’idée intéressante pour un personnage principal. C’est ainsi que Mathusalem s’est transformé en Léonard.
En 2017, Zidrou remplace Bob de Groot au scénario, en conservant Turk au dessin.

## Synopsis
En Italie, il y a quelques siècles, Léonard met au point, à l'aide de son disciple Basile, des inventions complètement loufoques ou au contraire pleines d'avenir, pour flatter son égo démesuré. Malgré le génie (d'après lui) de Léonard, la malchance, la maladresse de Basile (et à de rares occasions, son génie également) apportent souvent des fins malheureuses aux expériences...

### Léonard et le véritable Léonard de Vinci
Il n'est jamais explicitement dit que Léonard est le Léonard de Vinci historique. En tout cas, le dessinateur, Turk, dit avoir mis un peu de réalisme dans cette série « totalement surréaliste » qu'est Léonard, en cela que lorsque Basile ou Léonard manipulent un quelconque outil, ils l'utilisent de manière correcte.
Beaucoup d'éléments cependant viennent appuyer cette théorie, notamment le fait que le nom de famille de Léonard soit « Da Vinci », et que Léonard indique avoir 5 ans en 1457, plaçant son année de naissance en 1452, tout comme Léonard de Vinci. La Joconde apparaît dans un album. Également, Léonard possède une servante nommée Mathurine, comme la véritable servante française de Léonard de Vinci, et adopte également un enfant, comme le véritable Léonard[réf. nécessaire].

## Personnages

### Léonard da Vinci
Il s'agit en fait d'une caricature de Léonard de Vinci. Génie auto-proclamé qui invente en permanence de nouvelles machines, de nouvelles idées, de nouveaux concepts. Revers de la médaille : les idées qu'il a sont si nombreuses qu'il ne peut pas toutes les réaliser, à l'instar de son illustre modèle atteint de procrastination. Les inventions de Léonard sont anachroniques, et si elle ne marchent pas toujours comme prévu, elles ont toujours un effet surprenant ou désastreux, et dans la plupart des cas comique.
Léonard est très exigeant, et toute tentative de Basile, son disciple, pour échapper au travail, ainsi que toute remarque désobligeante de sa part, est punie d’un imparable blâme : coups de tromblon, d’enclume, d’horloge, ou de n’importe quel projectile imaginable, cachés dans la grande barbe blanche de Léonard. S'il dit détester son disciple, il est très attaché à lui, et cauchemarde à l'idée de le voir partir. Il se fait du souci pour sa santé, et sa tentative de le remplacer a tourné à l'échec. La faculté du disciple à se blesser exaspère Léonard, mais paradoxalement, il considère comme bâclé un travail réalisé sans aucune mutilation ou blessure ; aussi se charge-t-il de « corriger » la faute en s'assurant que son disciple soit blessé d'une quelconque manière.
Léonard est à la fois extrêmement narcissique, et très sensible à la flatterie. C'est également un avare qui n'a jamais payé Mathurine et Basile, et n'a jamais augmenté ce dernier ; de nombreux gags sont centrés sur cette idée de Basile qui cherche à se faire payer mais qui finit toujours par se faire rouler dans la farine par son maître. Cependant, il achète lui-même les pansements dont a besoin son disciple pour se soigner, et n'hésite pas à inventer quelque chose pour soigner Basile ou lui faciliter la vie ; encore que ce soit plus pour son propre intérêt, un disciple frais et dispos étant toujours plus efficace et plus apte à réaliser les inventions du maître.
En 1997, on recensait 355 inventions dans ses aventures, de l’aérosol au whisky, en passant par la charrue à propulsion féminine, les pantoufles à moteur ou encore la Saint-Sylvestre.

### Basile Landouye (ou Lebète)
Disciple de Léonard, il préfère nettement dormir à longueur de journée plutôt que travailler. Basile est très maladroit : chaque action, si infime soit-elle, est ponctuée d'une maladresse qui se termine au mieux par une simple blessure, au pire par un séjour à l'hôpital où il a une chambre réservée, ainsi qu'un abonnement annuel. Il est à noter que le disciple parvient à se remettre des inventions ou des blâmes de Léonard, parfois en moins d’une case, à la grande surprise de Raoul, le chat de la maison.
Depuis le premier album, le disciple a une devise : « Je sers la science et c’est ma joie » ; mais en pratique, moins il la sert, mieux il se porte. Du reste, il se venge en déformant parfois lui-même sa devise : « je sers la science mais c’est sa joie ! », « je serre la science et c’est ma joie », « il faut que j’aille servir la science puisqu’il paraît que c’est ma joie », « je hais la science et c’est ma joie », « je dessers la science et c'est ma tristesse, j'en ai marre de servir la science, c'est plus ma joie ».
Bien que maladroit au possible lorsqu'il assiste son maître, Basile n'en est pas moins inventif. Il est, entre autres, l'auteur de la moto, des Hells Angels, des patins à roulettes, du perceur de coffre-forts, de la presse à faux billets, du smoking et du logiciel. D'après Léonard, l'inventivité du disciple s'exprime le mieux dans l'élaboration de plans pour se soustraire au travail afin de dormir. Son ambition étant de « faire coïncider ses levers tardifs avec ses couchers prématurés par le biais de siestes prolongées ».
Rejeton d'une immense famille, les noms ou prénoms de ses cousins, nièces, grand-oncles, etc., sont souvent utilisés par Léonard pour nommer ses inventions. Il a également des origines tchèques, d'où le prénom de sa mère, Azerty, qui a inspiré l'invention par Léonard de la machine à écrire ; en outre, il a de la famille italienne, française, polonaise, allemande et japonaise. Son dévouement à son maître est très étonnant car ce dernier lui fait vivre un véritable enfer. Malgré toutes les possibilités de changer de carrière que le disciple possède, il a la trouille de se faire virer.
Les années de service auprès de Léonard sont inconnues. Selon les albums, il dit avoir travaillé 10, 25, 30 et même 40 ans auprès du génie mais on peut se reporter au premier chiffre car le disciple est tout de même très jeune.

### Raoul Chatigré
Le chat de Léonard. Muet dans les premiers albums, mais qui deviendra petit à petit un personnage à part entière de la série. Il se retrouve doué du don de la parole dans le troisième album à la suite d'une gaffe du disciple : Vexé par une remarque de son patron sur une idiotie qu'il venait de lâcher, Basile actionne si fort un levier qu'il déverse de l'eau dans toute la ville. L'eau se mélange à la dernière invention de Léonard : un réservoir où se trouvait un produit capable de faire parler les animaux qu'il s'apprêtait à tester. Il a comme particularité de ne pas être nyctalope : il ne peut pas voir dans l'obscurité, comme les autres chats. Répondant à l’origine au nom de Prosper, un conflit entre Léonard et son disciple le fera devenir Raoul. Il intervient souvent pour commenter l’histoire - ignoré à son grand agacement par Léonard et Basile - ou tout simplement pour discuter avec Bernadette, une souris grise ou avec Yorick, le crâne. Il se mêle aussi de temps en temps des affaires de Léonard, étant même parfois au centre de l’intrigue. Nous pouvons également constater que Raoul dort sur le lit de Basile (il sursaute souvent sur le lit au moment où Léonard vient réveiller le disciple en hurlant). Enfin, Raoul a un avocat, Maître Oboulododo, un grand chat noir qui n'apparaît que brièvement dans un gag du tome 37.

### Mathurine Montorchon de la Serpillière
La bonne de Léonard, engagée au douzième album. C'est une excellente femme de ménage et cuisinière, mais elle a un tempérament assez fort et des réactions musclées. En effet, elle supporte difficilement les expériences du maître et de son disciple, expériences qui finissent souvent par salir les pièces de la maison que Mathurine vient justement de nettoyer. Elle est très susceptible sur sa corpulence, et emploie la manière forte si quiconque la titille à ce sujet. Dès son arrivée, elle fait très forte impression puisqu’elle parvient à nettoyer la gigantesque vaisselle en un clin d’œil, et résout dans la foulée une équation du troisième degré. Elle se révélera parfois inventrice, ce qui ne sera pas forcément signe de repos pour Léonard et son disciple. On peut remarquer qu'au début, elle venait travailler chez Léonard, puis au fil des albums, elle aura sa propre chambre chez son maître. Son nom vient de celui de l'authentique femme d'ouvrage de Léonard de Vinci au Clos-Lucé d'Amboise.

### Bernadette
Souris grise de la maison. Au début, elle fait une petite apparition par histoire, mais son rôle s'agrandit au fur et à mesure des albums. Elle a un petit béguin pour Raoul, aime danser avec lui mais ne supporte pas qu'il l'embrasse. Elle adore également le fromage. Elle obtient le don de la parole en même temps que Raoul dans le troisième album. Alors qu'elle interagissait uniquement avec Raoul au début de la série, petit à petit son rôle évolue et elle devient une infirmière, s'occupant notamment de faire des points de suture à Basile chaque fois qu'il se blesse. Ce dévouement à la maison paraît d'autant plus surprenant qu'au début de la série, Bernadette apparaît taquine, voire franchement odieuse, notamment en s'amusant à blesser Raoul ; elle se définit d'ailleurs dans un des gags comme « un solide tyran ».

### Yorick
Crâne philosophique et compagnon de discussion de Raoul et Bernadette, dont le nom fait allusion au personnage de Shakespeare dont Hamlet tient le crâne lors de son célèbre monologue. Il aime beaucoup parler de son passé, ce qui agace Raoul. Il aimerait avoir un plus grand rôle dans l'histoire, étant confiné à un rôle très secondaire dans la série. D'abord muet, il commence à parler à partir du neuvième album (quoiqu'on puisse l'entendre éclater de rire dès le cinquième).

### Mozzarella da Vinci
La fille adoptive de Léonard. Alors que ce dernier était en mal d'enfants dans le tome 48, Mozzarella fait sa première apparition quand Léonard fait livrer une tonne de pétales de roses chez lui pour mettre au point un nouveau parfum, Eau de Génie. Mozzarella, cachée dans la charrette de pétales de roses, est une petite bohémienne orpheline, et est recueillie par Léonard, qui en fera sa fille adoptive à la fin de l'album. Surnommée « Mozza », elle est rapidement prise sous l'aile de Mathurine et Léonard, qui lui font office de père et mère. Basile, en revanche, subit durement l'arrivée de la nouvelle venue, notamment en perdant son lit, ses pâtes, sa tranquillité...et en devant accomplir toutes les tâches ordonnées par Léonard pour faire plaisir à Mozzarella ; il reste donc très méfiant et hostile à la petite fille, répétant sans cesse « Cette gamine me mine ! ».
Mozzarella, arrivant dans le tome 48 « Mon papa est un génie », est le premier personnage récurrent nouveau dans la série depuis 36 albums et le tome 12 « Trait de génie », qui voit l'apparition de Mathurine.

## Personnages apparaissant dans la série

### Personnages réels
Un (m) signifie que le personnage est mentionné mais qu'il n'apparaît pas physiquement.
- Johannes Gutenberg 1. Léonard est un génie, p. 27 [4]
- Thomas Edison 1. Léonard est un génie, p. 40 [5]
- Mona Lisa 1. Léonard est un génie, p. 48 ; 26. Génie or not génie ?, p. 28 [6],[7]
- Michel-Ange 2. Léonard est toujours un génie, p. 8 [8] (m)
- Antoine Parmentier 4. Hi-fi génie, p. 28-29 [9]
- Guillaume Tell 4. Hi-fi génie, p. 36 [10]
- Bruce Lee 6. Génie en balade, p. 36 [11]
- Christophe Colomb 6. Génie en balade, p. 40[12]
- Jules Verne 8. Coup de génie, p. 38-39 [13]
- Diogène de Sinope 9.Génie civil , p. 39 [14]
- Nicolas Flamel 10. La guerre des génies, p. 16, 25, 35, 48 [15]
- Roland Garros 13. Génie en herbe, p. 27, en référence au célèbre tournoi de tennis [16]
- William Shakespeare 26. Génie or not génie ?, p. 11 [17]
- Charles Marie de La Condamine 34. Docteur Génie et Mister « Aïe », p. 32[18] (m)
- Enzo Ferrari 36. Le génie se gondole, p. 4 [19] (m)
- Michael Schumacher 36. Le génie se gondole, p. 4 [19] (m)
- Adolf Hitler (sous la forme caricaturale du personnage d'Eugène Gradouble) 36. Le génie se gondole, p. 20-22
- Léon Vanlancker (Chez Léon) 37. C'est parti, mon génie !, p. 43 [20]
- Justine Henin 37. C'est parti, mon génie !, p. 43 [20]
- Paris Hilton 42. Le génie des grandeurs, p. 22 [21] (m)
- François Ier (roi de France) 44. Tour de génie, p. 10-11, 16, 31[22]
- Sylvester Stallone 46. Le génie crève l'écran, p. 17-18-19.

### Personnages fictifs
- Icare 1. Léonard est un génie, p. 7 [23] (m)
- Barbapapa[24]
- Bugs Bunny[24]
- Casimir[24]
- Chat botté[25]
- Daffy Duck[24]
- Daisy Duck[24]
- Daniel Henri Lévy, alias D.H.L.[24]
- Dingo[24]
- Donald Duck[24]
- Droopy[24]
- Frankenstein[26]
- Grand méchant Loup[27]
- Grosminet[24]
- Jerry[24]
- Kermit[24]
- La Belle au bois dormant[28]
- Le Petit Poucet[29]
- Les Trois Petits Cochons[30]
- Mère-grand[27]
- Mickey Mouse[24]
- La Panthère rose[24]
- Le Petit Chaperon rouge[27]
- Pinocchio[31]
- Pollux[24]
- Popeye[32]
- Achille Talon[33]
- Titi[24]
- Tom[24]
- Tuffy[24]
- Schtroumpf
- Wimbledon 13. Génie en herbe, p. 27, en référence au célèbre tournoi de tennis [16]

## Albums
1. Léonard est un génie, Dargaud, 1977
2. Léonard est toujours un génie, Dargaud, 1978
3. Léonard, c'est un quoi, déjà ?, Dargaud, 1979
4. Hi-Fi génie, Dargaud, 1980
5. Génie à toute heure, Dargaud, 1981
6. Génie en balade, Dargaud, 1982. 
Synopsis : à la suite d'un pari fait avec des scientifiques de l'époque, Léonard et son disciple, accompagnés du chat Raoul, partent faire le tour du monde. Ils se déplacent à bord de la Léomobile, la première voiture créée par Léonard. Celle-ci est équipée, entre autres, de jambes et de bras et sera détruite puis reconstruite sur un autre modèle par le disciple. Ils visiteront plusieurs pays dont la Chine, les États-Unis ou la Grèce.
7. Y a-t-il un génie dans la salle ?, Dargaud, 1982
8. Coup de génie, Dargaud, 1982
9. Génie civil, Dargaud, 1983
10. La Guerre des génies, Dargaud, 1983
11. Génie du bal, Dargaud, 1984
12. Trait de génie, Dargaud, 1985
13. Génie en herbe, Dargaud, 1986
14. Le Poids du génie, Dargaud, 1986
15. Crie, ô, génie !, Dargaud, 1987
16. Génie à revendre, Dargaud, 1987
17. Ohé du génie !, Dargaud, 1988
18. Génie en sous-sol, Dargaud, 1990
19. Flagrant génie, Appro, 1990
20. Ciel, mon génie !, Appro, 1991
21. Un air de génie, Appro, 1992
22. Cadeau de génie, Appro, 1992
23. Poil au génie !, Appro, 1993
24. Temps de génie, Appro, 1994
25. D'où viens-tu, génie ?, Appro, 1995  (ISBN 978-2-8842-5007-8)
26. Génie or not génie ?, Appro, 1996
27. On a marché sur le génie !, Appro, 1997
28. Génie toujours… prêt !, Appro, 1998
29. Les bons contes font les bons génies, Le Lombard, 1999  (ISBN 978-2-8036-1401-1)[34]
30. Génie du foot, Le Lombard, 2000
31. Dodo de génie, Le Lombard, 2001
32. Magic Génie, Le Lombard, 2002
33. Y a du génie dans l'air !, Le Lombard, 2003
34. Docteur Génie et Mister « Aïe », Le Lombard, 2004  (ISBN 978-2-8036-1983-2)
35. Le génie donne sa langue au chat, Le Lombard, 2005  (ISBN 978-2-8036-2062-3)
36. Le génie se gondole, Le Lombard, 2006
37. C'est parti, mon génie !, Le Lombard, 2007
38. Y a-t-il un génie pour sauver la planète ?, Le Lombard, 2008
39. Loué soit le génie, Le Lombard, 2009
40. Trésor de génie, Le Lombard, 2010  (ISBN 978-2-8036-2683-0)
41. Génie du stop, Le Lombard, 2011  (ISBN 978-2-8036-2796-7)
42. Le Génie des grandeurs, Le Lombard, 2012
43. Super-Génie, Le Lombard, 2012
44. Tour de génie, Le Lombard, 2013 - album officiel du Tour de France[35]
45. Génie de l'insomnie, Le Lombard, 2014
46. Le génie crève l'écran, Le Lombard, 2015
47. Master Génie, avec un poster Réveille le génie qui est en toi, Le Lombard, 2016 (DL 08/2016)  (ISBN 978-2-8036-7015-4)
48. Mon papa est un génie !, Le Lombard, 2017 (DL 06/2017)  (ISBN 978-2-8036-7158-8)
49. Génie militaire, Le Lombard, 2018 (DL 05/2018)  (ISBN 978-2-8036-7244-8)
50. Génie, vidi, Vinci !, Le Lombard, 2019
51. Génie du crime, Le Lombard, 2020  (ISBN 978-2-8036-7465-7)
52. Vacances de génie, Le Lombard, 2021  (ISBN 978-2-8036-7794-8)
53. Un amour de génie, Le Lombard, 2022  (ISBN 978-2-8036-7956-0)
54. Debout, génie !, Le Lombard, 2023  (ISBN 978-2-8082-0641-9)
Pour la première édition de l'album, une jaquette a été réalisée en tirage limité à l'occasion des 77 ans des éditions Lombard. Intitulée Génies de 7 à 77 ans, elle porte le numéro 77, comporte une histoire dans ses pages intérieures et recense des tomes 55 à 78 fictifs.
55. Génie circus, Le Lombard, 2024  (ISBN 978-2-8082-0649-5)

## Hors-série
1. 20 ans de génie, Appro, 1994
2. Compile de génie, Le Lombard, 2000
3. Maxi génie, Le Lombard, 2000
4. Génie mobile, Le Lombard, 2001
5. Génie à la page, Le Lombard, 2003
6. Je pense donc génie !, Le Lombard, 2009
7. Génie à la page, Le Lombard, 2011
8. Le Génie est dans le pré !, Le Lombard, 2014
9. Chat de génie, Le Lombard, 2022

## Série animée
Un pilote pour une série animée de Léonard fut créé au début des années 1990 par le studio IDDH mais le projet n'est pas allé plus loin.
En 2009, Léonard, série d'animation en 3D de 78 épisodes de 8 minutes, est réalisée par Philippe Vidal.

## Hommages
En 2010 bpost commercialise des timbres à l'effigie de Léonard et son disciple.

#### Livres
- Patrick Gaumer, « Léonard », dans Dictionnaire mondial de la BD, Paris, Larousse, 2010 (ISBN 9782035843319), p. 519.
- Paul Gravett (dir.), « De 1970 à 1989 : Léonard », dans Les 1001 BD qu'il faut avoir lues dans sa vie, Flammarion, 2012 (ISBN 2081277735), p. 365.

#### Périodiques
- Olivier Maltret, « Léonard et la Manière », BoDoï, no 22,‎ août-septembre 1999, p. 6
- Rédaction, « Léonard... et Turk à la recherche des couleurs perdues de chez Proust ! », Le Lombard Communication, Le Lombard, no 3,‎ mai-juin-juillet 1999, p. 2-3
- Rédaction, « Avec Turk... Et sans trucs : dans l'intimité de Léonard Super-star ! », Le Lombard Communication, Le Lombard, no 14,‎ mai-juin 2001, p. 10-11
- Rédaction, « Coup de plumeau et de pinceau chez Léonard ! », Le Lombard Communication, Le Lombard, no 20,‎ mai-juin 2002, p. 6-7
- Philippe Peter, « Léonard, le génie qui s'est fait 50 tomes », dBD, no 133,‎ mai 2019, p. 90-93

#### Articles
- Bob de Groot (interviewé par Pierre Burssens), « Entretien avec Bob De Groot « Si je ne m'amuse pas, je ne le fais pas ! » », Auracan,‎ 13 juin 2013 (lire en ligne, consulté le 4 juillet 2022)